# David Wilhelm Erythropel

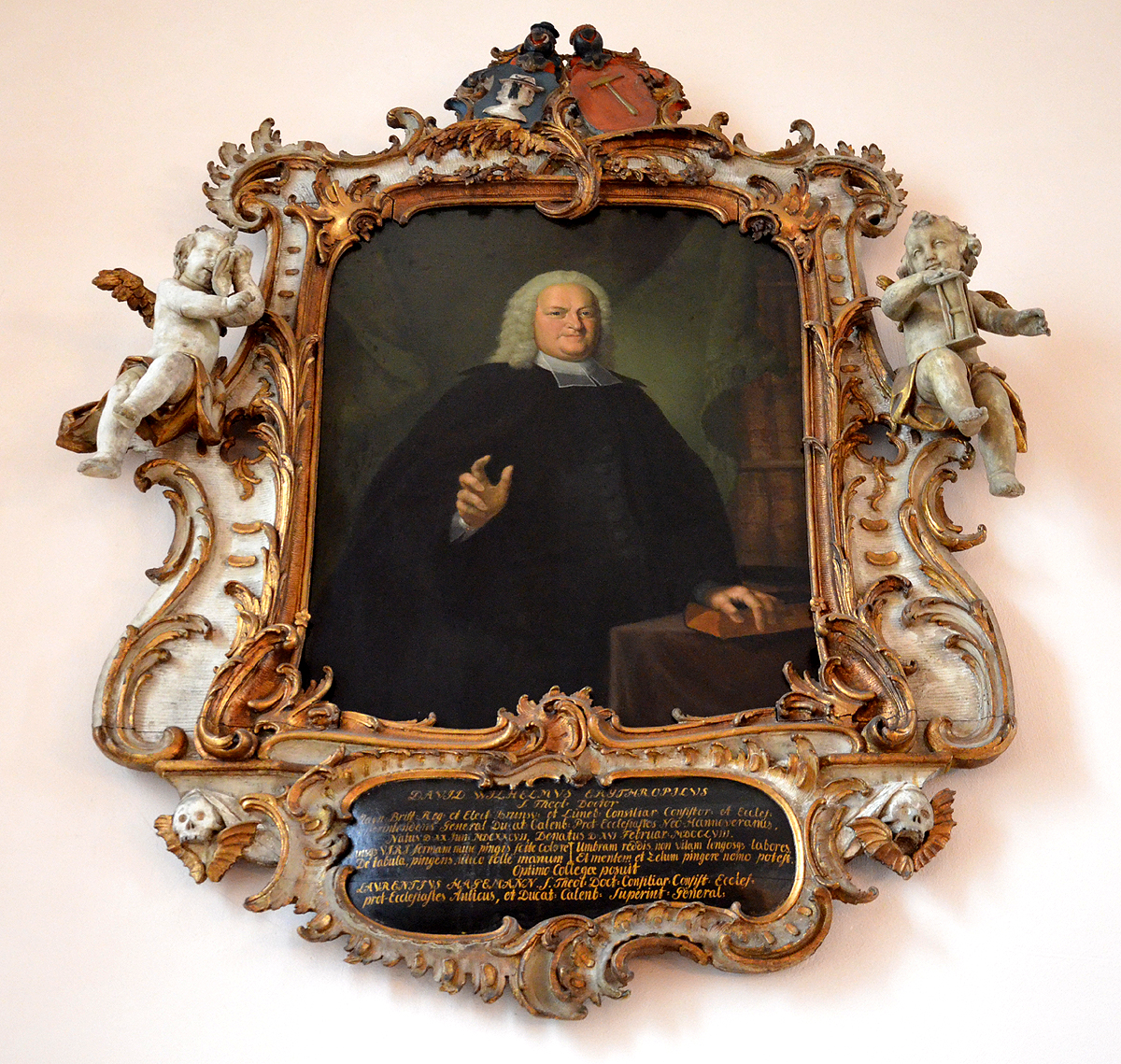
Ölgemälde im barocken Prunkrahmen mit Wappen und lateinischer Inschrift: Bildnis des David Wilhelm Erythropel in der Neustädter Kirche in Hannover

David Wilhelm Erythropel (* 20. Juni 1687 in Hannover; † 16. Februar 1758) war ein deutscher lutherischer Theologe, Konsistorialrat und Generalsuperintendent der Generaldiözese Calenberg.

## Leben
Erythropel war ein Sohn des Schlosspredigers David Rupert Erythropel in Hannover. Er studierte ab 1705 Theologie in Helmstedt, Leiden, Utrecht und Franeker. 1709 unternahm er eine Reise nach London. 1710 wurde er zweiter Pastor an der Neustädter Hof- und Stadtkirche in Hannover, 1717 erster Pastor ebendort. Ab 1732 war er Konsistorialrat, ab 1742 auch Generalsuperintendent von Calenberg.